# Giáo phận Surabaya
Giáo phận Surabaya (tiếng Indonesia: Keuskupan Surabaya; tiếng Latinh: Dioecesis Surabayana) là một giáo phận của Giáo hội Latinh trực thuộc Giáo hội Công giáo Rôma, với tòa giám mục đặt tại thành phố Surabaya trên đảo Java thuộc Indonesia.

## Địa giới
Địa giới giáo phận bao gồm một phần các tỉnh Đông Java và Trung Java thuộc Indonesia.
Tòa giám mục và Nhà thờ chính tòa Thánh Tâm Chúa Giêsu của giáo phận được đặt tại thành phố Surabaya.
Giáo phận được chia thành 44 giáo xứ.

## Lịch sử
Hạt Phủ doãn Tông tòa Surabaia được thành lập vào ngày 15/2/1928, trên phần lãnh thổ tách ra từ Hạt Đại diện Tông tòa Batavia (nay là Tổng giáo phận Jakarta).
Vào ngày 16/10/1941 Hạt Phủ doãn Tông tòa được nâng cấp thành một Hạt Đại diện Tông tòa theo tông sắc Magno cum gaudio của Giáo hoàng Piô XII.
Vào ngày 3/1/1961 Hạt Đại diện Tông tòa được nâng cấp thành một giáo phận theo tông sắc Quod Christus của Giáo hoàng Gioan XXIII.
Vào ngày 22/8/1973 giáo phận đã đổi tên thành như hiện tại theo nghị định Cum propositum của Bộ Truyền giáo.

## Giám mục quản nhiệm
Các giai đoạn trống tòa không quá 2 năm hay không rõ ràng bị loại bỏ.
- Teofilo Emilio de Backere, C.M. † (6/6/1928 - 24/12/1936 từ nhiệm)
- Michel Thomas Verhoeks, C.M. † (22/10/1937 - 8/5/1952 qua đời)
- Jan Antonius Klooster, C.M. † (19/2/1953 - 2/4/1982 từ nhiệm)
- Aloisiô Josef G. Dibjokarjono † (2/4/1982 - 26/3/1994 về hưu)
- Gioan Sudiarna Hadiwikarta † (26/3/1994 - 13/12/2003 qua đời)
  - Trống tòa (2003-2007)
- Vinh Sơn Sutikno Wisaksono † (3/4/2007 - 10/8/2023 qua đời)

## Thống kê
Đến năm 2020, giáo phận có 162.675 giáo dân trên dân số tổng cộng 25.033.865, chiếm 0,6%.
| Năm  | Dân số   | Dân số     | Dân số | Linh mục      | Linh mục       | Linh mục      | Linh mục                | Phó tế | Tu sĩ     | Tu sĩ    | Giáo xứ |
| Năm  | giáo dân | tổng cộng  | %      | linh mục đoàn | linh mục triều | linh mục dòng | tỉ lệ giáo dân/linh mục | Phó tế | nam tu sĩ | nữ tu sĩ | Giáo xứ |
| ---- | -------- | ---------- | ------ | ------------- | -------------- | ------------- | ----------------------- | ------ | --------- | -------- | ------- |
| 1950 | 21.889   | 9.000.000  | 0,2    | 41            | 3              | 38            | 533                     |        | 35        | 136      | 29      |
| 1970 | 56.966   | 13.000.000 | 0,4    | 55            |                | 55            | 1.035                   |        | 88        | 201      | 66      |
| 1980 | 90.580   | 17.000.000 | 0,5    | 56            | 6              | 50            | 1.617                   | 4      | 77        | 213      |         |
| 1990 | 143.883  | 21.722.663 | 0,7    | 68            | 15             | 53            | 2.115                   | 4      | 138       | 280      | 27      |
| 1999 | 184.808  | 33.630.000 | 0,5    | 101           | 46             | 55            | 1.829                   | 4      | 63        | 251      | 35      |
| 2000 | 185.288  | 31.000.000 | 0,6    | 106           | 52             | 54            | 1.748                   | 4      | 74        | 291      | 35      |
| 2001 | 190.263  | 3.437.000  | 5,5    | 108           | 53             | 55            | 1.761                   | 4      | 75        | 291      | 36      |
| 2002 | 178.689  | 3.400.000  | 5,3    | 116           | 59             | 57            | 1.540                   | 4      | 96        | 328      | 37      |
| 2003 | 119.758  | 3.400.000  | 3,5    | 121           | 63             | 58            | 989                     | 4      | 79        | 345      | 37      |
| 2004 | 150.457  | 3.400.000  | 4,4    | 102           | 49             | 53            | 1.475                   | 4      | 81        | 339      | 37      |
| 2014 | 169.717  | 3.794.000  | 4,5    | 162           | 89             | 73            | 1.047                   |        | 107       | 326      | 42      |
| 2017 | 160.376  | 23.314.195 | 0,7    | 161           | 98             | 63            | 996                     |        | 102       | 315      | 44      |
| 2020 | 162.675  | 25.033.865 | 0,6    | 167           | 99             | 68            | 974                     |        | 107       | 337      | 44      |